# Bailey Olter
Bailey Olter né le 27 mars 1932 à Mokil dans l'État de Pohnpei et mort le 16 février 1999 à Kolonia sur l'île Pohnpei, est un homme d'État des États fédérés de Micronésie. Il est très actif dans le processus d'indépendance de son pays et partisan d'une relation proche avec les États-Unis. Il est sénateur du Congrès de Micronésie de 1965 à 1979 puis du Congrès des États fédérés de Micronésie de 1979 à 1983. Il devient vice-président du pays du 9 mai 1983 au 11 mai 1987, et le 3e président des États fédérés de Micronésie du 11 mai 1991 au 8 mai 1997. Touché par un accident vasculaire cérébral le 16 juillet 1996, il est dans l'incapacité de terminer son mandat. Son vice-président Jacob Nena assure l’intérim puis prête serment en tant que président le 8 mai 1997.

## Situation personnelle et formation
Bailey Olter nait le 27 mars 1932 à Mokil dans l'État de Pohnpei. Avec son épouse Amalia Nanpei Olter, il a six enfants,. En 1968, il est qualifié d'énergique, d'exubérant, d'une gaieté contagieuse et capable de leadership.
Il est diplômé de l'Université d'Hawaï, comme nombre de futurs leaders de la région de Micronésie, avec un baccalauréat ès arts en sciences politiques,.

## Carrière professionnelle
Il est pendant un temps professeur de mathématiques à l'ancienne Pacific Islands Central School, devenue Bailey Olter High School. Il est sélectionné en 1957 comme délégué pour assister à la première session d'été de l'Institut des sciences de l'Université de Hawaii. Il obtient deux ans plus tard, alors qu'il est directeur de l'école, une bourse pour une année d'études spécialisées dans l'enseignement des sciences à l'Université d'Hawaï,. Il participe à Honolulu à la création d'un club rassemblant les étudiants des différents districts du Territoire sous tutelle des îles du Pacifique et ayant pour objectif, entre autres, de participer à l'établissement d'une identité micronésienne.
Homme d'affaires, il a conçu et construit des pirogues à balancier, construit avec de l'argent japonais l'hôtel Nam Madol dans la municipalité de Nett sur l'île de Pohnpei,,. Il a été président de la Pohnpei Federation of Cooperative Association et secrétaire-trésorier de la Pohnpei Fishing Cooperative.

## Carrière politique

### Territoire sous tutelle des îles du Pacifique
Durant l'époque du Territoire sous tutelle des îles du Pacifique, il est assistant de l'administrateur du district de Pohnpei et représente en 1959 et 1961 ce district au conseil de Micronésie auprès du Haut Commissaire,,. En 1965, il est conseiller micronésien auprès de la délégation américaine auprès du Conseil de tutelle des Nations unies. La même année, il devient sénateur de Pohnpei au nouveau Congrès de Micronésie où il est vice-président durant la première législature . Il préside par la suite le Comité sénatorial des voies et moyens. Il est constamment réélu comme sénateur du Congrès jusqu'à l'indépendance,,. Il est à l'origine de la première loi micronésienne sur l'impôt sur le revenu.
En 1967, il est vice-président de la Future political status commission chargée de faire des propositions quant au futur statut des territoires micronésiens,, bien qu'il pense que la question soit prématurée pour un peuple qui lutte pour faire face à la modernisation, au développement et aux nouvelles formes de gouvernement représentatif. Deux ans plus tard, ses membres sont intégrés à la Political status delegation dont le rôle est de conférer avec les officiels américains et d'identifier les questions politiques, légales et administratives qui apparaitraient en fonction des deux options préférentielles du Congrès de Micronésie, la libre association et l'indépendance. Bailey Olter participe à la Joint Committe of Future status à partir de 1971. Il se montre favorable à une relation proche entre les futurs États fédérés de Micronésie et les États-Unis.
Membre de la convention constitutionnelle de 1975 durant laquelle il est président du Comité des finances, il est aussi particulièrement actif sur la question des droits fonciers des populations indigènes.
L'année suivante, il dirige le groupe de travail sur la Commission de l'organisation et de l'administration du gouvernement lors de la première conférence économique de Micronésie qui se tient à Weno.
Le 9 avril 1978, il signe au nom du Congrès de Micronésie et en compagnie de l'ambassadeur américain Peter Rosenblatt, Roman Tmetuchl des Palaos et Amata Kabua des îles Marshall, les accords d'Hilo qui fournissent un cadre au futur Traité de libre-association,. Il joue un rôle clef dans la négociation du futur traité.

### États fédérés de Micronésie
Après l'indépendance, Bailey Olter est trésorier de l'état de Pohnpei. Il est élu sénateur des trois premiers congrès des États fédérés de Micronésie,. Il est président des affaires extérieures des premier et deuxième congrès,, vice-président du pays sous la présidence de Tosiwo Nakayama, du 9 mai 1983 au 11 mai 1987,. En 1984, il participe à l'élaboration de la constitution de l'état de Pohnpei. En 1987, il perd les élections au poste de sénateur de l'État de Pohnpei contre Leo Falcam pour quinze voix et ne peut donc concourir au poste de président pour lequel il était pressenti en raison de sa longue expérience avec le Congrès et le gouvernement national, et à cause de la croyance en une présidence tournante entre les différents États, le tour de Pohnpei étant venu.

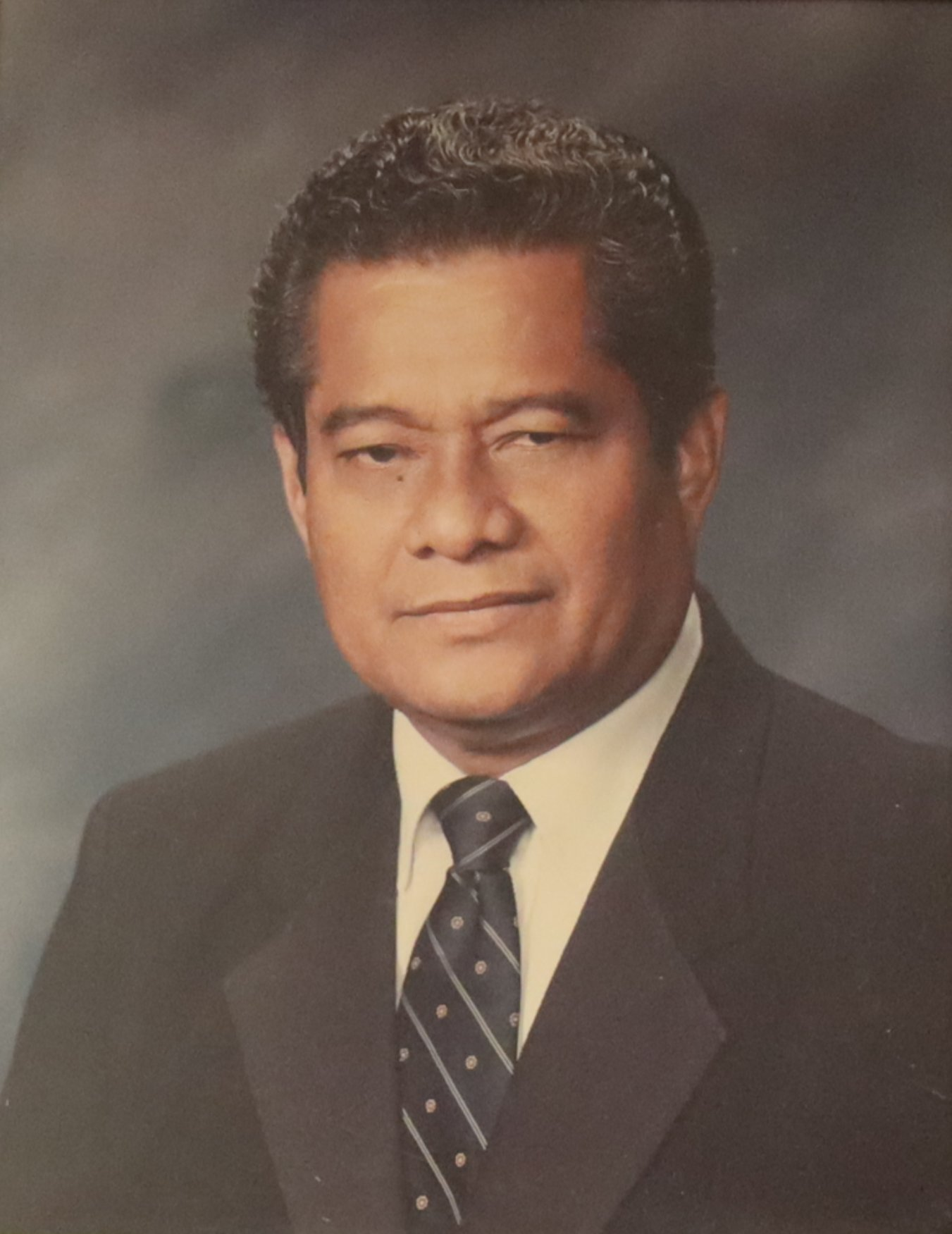
Jacob Nena, vice-président puis président des États fédérés de Micronésie à partir du 8 mai 1997.

En mars 1991, il remporte le siège de sénateur de l’État de Pohnpei contre Leo Falcam. Le 11 mai, choisi par ses pairs, il devient le 3e président des États fédérés de Micronésie. Son vice-président est Jacob Nena. Il est confronté, dès le début de son mandat, à la première diminution du financement des États-Unis — 86 contre 92 millions de dollars — aux termes du Traité de libre association, la principale source de revenus nationale. Bailey Olter joue un rôle déterminant dans l'adhésion de son pays aux Nations unies. En 1992, il représente le Forum des îles du Pacifique lors d'une visite officielle au Japon, participe à la Conférence des Nations unies sur l'environnement et le développement et effectue sa première visite d'État en République populaire de Chine, où il déclare l'adhésion de son pays à la politique d'une seule Chine. La Convention-cadre des Nations unies sur les changements climatiques, signée par le président, est ratifiée par le Congrès en novembre 1993.
Réélu pour un second mandat en 1995, il est touché par un accident vasculaire cérébral le 16 juillet 1996, ce qui l'empêche d’exercer son mandat jusqu'à son terme. Il est déclaré en incapacité le 8 novembre après le délai légal de 180 jours prévu par la constitution,. Le vice-président Jacob Nena assure l’intérim puis prête serment en tant que président le 8 mai 1997, son mandat se poursuivant jusqu'au 11 mai 1999, date originellement dévolu au mandat de Bailey Olter,.
Bailey Olter meurt le 16 février 1999 à son domicile de Kolonia sur l'île Pohnpei après une longue maladie résultant de son accident vasculaire cérébral. Une période de deuil national est proclamée par le vice-président Leo Falcam jusqu'à la fin des funérailles nationales le 22 février.